# Stefan Zuck
Stefan Zuck (Reit im Winkl, 13 dicembre 1913 – Bielany (Varsavia), 17 febbraio 1941) è stato un alpinista tedesco, fu un abile scalatore delle Ande cilene e dell'Himalaya.

## Biografia
Stefan (o Stephan) Zuck nacque nel 1913 a Reit im Winkl nel distretto di Traunstein, nella Baviera. Come membro della sezione alpina di Bayerland, Zuck godette di un'eccellente reputazione negli ambienti alpini. La sua vita appartenne allo sport delle montagne. I suoi insegnanti giovanili furono Gustel Kröner e Peter Müllritter. Il suo diario descrisse scalate e gite sul ghiaccio dei gradi più difficili delle Alpi Orientali. Effettuò diverse prime ascensioni in Norvegia, in particolare nelle isole Lofoten. Zuck divenne particolarmente famoso per il suo viaggio di ricognizione in Patagonia e nella Terra del Fuoco nel 1936/37, durante il quale lui e il suo compagno Hans Teufel sopravvissero ai ghiacci più ostici e alle condizioni meteorologiche, riuscirono a scalare dieci cime in un ambiente montano sempre funestato da temporali e nuvole cariche di pioggia. Stefan Zuck e Hans Teufel durante l'estate del 1937, da gennaio a marzo, effettuarono diverse nuove ascensioni nelle Ande meridionali del Cile. In questo distretto, scalarono la cima orientale del Cerro Paine Grande, il Cerro Almirante Nieto (2 460 m), così chiamato da loro in onore della persona che aveva interceduto affinché ottenessero il permesso di scalata che li autorizzava a intraprendere questa avventura e a raggiungere la regione. Scalarono altre tre cime di oltre 1 500 m. Nel Gruppo Darwin, scalarono il Monte Louise, il Monte Serka e il Monte Miguel, oltre ad esplorare il ghiacciaio Yendegaia e una valle e un massiccio montuoso fino ad allora sconosciuti che chiamarono Valle Alessandri e Monte Alemannia. Scalarono anche il Monte General Ponce e il Monte Italia (745 m.) sul Canale di Beagle, la seconda vetta più alta della Cordillera Darwin
.
Zuck si procurò una raccolta di fotografie straordinarie di questa terra dell'era glaciale ma non pubblicò le sue esperienze e le registrazioni delle scalate in un libro, che avrebbero sicuramente attirato in quei tempi un gran numero di lettori interessati. Zuck partecipò alla spedizione alpinistica tedesca al Nanga Parbat del 1938 guidata da Paul Bauer e, grazie alle sue eccezionali capacità alpinistiche, fece parte della squadra impegnata alla conquista della vetta. Sulla cresta verso il Silbersattel, egli e i suoi compagni trovarono il corpo e il diario di Willy Merkl, caduto nella spedizione tedesca al Nanga Parbat del 1934 ma l'esplorazione fu annullata a causa del maltempo. Fino allo scoppio della guerra, Zuck fu istruttore di alpinismo presso l'Ordensburg Sonthofen, una delle scuole destinate alla formazione dei quadri nazionalsocialisti. Zuck Stephan fu un alpinista dotato nell'arrampicata e nel trekking su ghiaccio a livelli più difficili delle Alpi orientali. Stephan Zuck morì il 17 febbraio 1941 a Bielany (Varsavia) come soldato semplice della Luftwaffe in un volo di addestramento a causa dello schianto dello Junkers W34H (2105) per un'avaria al motore sul quale volava come passeggero assieme al dottor Alexander Dieckmann (meteorologo), Franz Zierfuss e Willi Zimmermann (Bm). Fu sepolto nel cimitero collettivo di guerra militare di Powązki. Il suo nome ricordato nella cappella commemorativa dei caduti famosi di Reit im Winkl nella regione del Chiemgau.

## Carriera alpinistica
- 1936 prima ascensione della parete nord occidentale del Wengenkopf "Bayerländer Weg", V-, 550 HM, 2 235 m, (Alpi dell'Allgäu);
- 1936/37 Partecipante alla spedizione in Patagonia e Terra del Fuoco, ascensione di dieci cime con Teufel
- 1936 salita al Cerro Paine Grande, 3 050 m, (Cordigliera del Paine, Patagonia, Cile);
- 1936 salita al Monte Admirante Nieto, 2 640 m, (Cordigliera del Paine, Patagonia, Cile);
- 1936 salita al Monte Italia, (Cordigliera di Darwin)[1];
- 1938 partecipante alla spedizione all Nanga Parbat, (Karakorum, Pakistan)[2].